# Бальбо тема
Те́ма Бальбо — тема в шаховій композиції. Суть теми — в кожній фазі, або варіанті рішення задачі, ходи роблять білі і чорні однотипні фігури.

## Історія
Цю ідею запропонував французький шаховий композитор Гастон Бальбо (16.08.1906 — 03.03.1985).
Ідея може бути виражена в різних жанрах шахової композиції. У кожній тематичній фазі або варіанті роблять ходи чорні і білі однотипні фігури від початку і до кінця варіанту чи фази. Вираження теми виглядає більш ефектно при наявності на шахівниці попарно білих і чорних фігур різних типів.
Ідея дістала назву — тема Бальбо.

## Тема в ортодоксальному жанрі
Тема в задачах на прямий мат може бути виражена в двоходових, триходових і багатоходових задачах.
|   | a | b | c | d | e | f | g | h |   |
| 8 | a8 чорний король · f8 білий слон · h8 чорна тура · d7 білий король · c6 білий пішак · b5 білий кінь · a3 білий пішак · g2 біла тура · h2 білий пішак · a1 чорна тура · g1 білий кінь · h1 білий слон | a8 чорний король · f8 білий слон · h8 чорна тура · d7 білий король · c6 білий пішак · b5 білий кінь · a3 білий пішак · g2 біла тура · h2 білий пішак · a1 чорна тура · g1 білий кінь · h1 білий слон | a8 чорний король · f8 білий слон · h8 чорна тура · d7 білий король · c6 білий пішак · b5 білий кінь · a3 білий пішак · g2 біла тура · h2 білий пішак · a1 чорна тура · g1 білий кінь · h1 білий слон | a8 чорний король · f8 білий слон · h8 чорна тура · d7 білий король · c6 білий пішак · b5 білий кінь · a3 білий пішак · g2 біла тура · h2 білий пішак · a1 чорна тура · g1 білий кінь · h1 білий слон | a8 чорний король · f8 білий слон · h8 чорна тура · d7 білий король · c6 білий пішак · b5 білий кінь · a3 білий пішак · g2 біла тура · h2 білий пішак · a1 чорна тура · g1 білий кінь · h1 білий слон | a8 чорний король · f8 білий слон · h8 чорна тура · d7 білий король · c6 білий пішак · b5 білий кінь · a3 білий пішак · g2 біла тура · h2 білий пішак · a1 чорна тура · g1 білий кінь · h1 білий слон | a8 чорний король · f8 білий слон · h8 чорна тура · d7 білий король · c6 білий пішак · b5 білий кінь · a3 білий пішак · g2 біла тура · h2 білий пішак · a1 чорна тура · g1 білий кінь · h1 білий слон | a8 чорний король · f8 білий слон · h8 чорна тура · d7 білий король · c6 білий пішак · b5 білий кінь · a3 білий пішак · g2 біла тура · h2 білий пішак · a1 чорна тура · g1 білий кінь · h1 білий слон | 8 |
| 7 | a8 чорний король · f8 білий слон · h8 чорна тура · d7 білий король · c6 білий пішак · b5 білий кінь · a3 білий пішак · g2 біла тура · h2 білий пішак · a1 чорна тура · g1 білий кінь · h1 білий слон | a8 чорний король · f8 білий слон · h8 чорна тура · d7 білий король · c6 білий пішак · b5 білий кінь · a3 білий пішак · g2 біла тура · h2 білий пішак · a1 чорна тура · g1 білий кінь · h1 білий слон | a8 чорний король · f8 білий слон · h8 чорна тура · d7 білий король · c6 білий пішак · b5 білий кінь · a3 білий пішак · g2 біла тура · h2 білий пішак · a1 чорна тура · g1 білий кінь · h1 білий слон | a8 чорний король · f8 білий слон · h8 чорна тура · d7 білий король · c6 білий пішак · b5 білий кінь · a3 білий пішак · g2 біла тура · h2 білий пішак · a1 чорна тура · g1 білий кінь · h1 білий слон | a8 чорний король · f8 білий слон · h8 чорна тура · d7 білий король · c6 білий пішак · b5 білий кінь · a3 білий пішак · g2 біла тура · h2 білий пішак · a1 чорна тура · g1 білий кінь · h1 білий слон | a8 чорний король · f8 білий слон · h8 чорна тура · d7 білий король · c6 білий пішак · b5 білий кінь · a3 білий пішак · g2 біла тура · h2 білий пішак · a1 чорна тура · g1 білий кінь · h1 білий слон | a8 чорний король · f8 білий слон · h8 чорна тура · d7 білий король · c6 білий пішак · b5 білий кінь · a3 білий пішак · g2 біла тура · h2 білий пішак · a1 чорна тура · g1 білий кінь · h1 білий слон | a8 чорний король · f8 білий слон · h8 чорна тура · d7 білий король · c6 білий пішак · b5 білий кінь · a3 білий пішак · g2 біла тура · h2 білий пішак · a1 чорна тура · g1 білий кінь · h1 білий слон | 7 |
| 6 | a8 чорний король · f8 білий слон · h8 чорна тура · d7 білий король · c6 білий пішак · b5 білий кінь · a3 білий пішак · g2 біла тура · h2 білий пішак · a1 чорна тура · g1 білий кінь · h1 білий слон | a8 чорний король · f8 білий слон · h8 чорна тура · d7 білий король · c6 білий пішак · b5 білий кінь · a3 білий пішак · g2 біла тура · h2 білий пішак · a1 чорна тура · g1 білий кінь · h1 білий слон | a8 чорний король · f8 білий слон · h8 чорна тура · d7 білий король · c6 білий пішак · b5 білий кінь · a3 білий пішак · g2 біла тура · h2 білий пішак · a1 чорна тура · g1 білий кінь · h1 білий слон | a8 чорний король · f8 білий слон · h8 чорна тура · d7 білий король · c6 білий пішак · b5 білий кінь · a3 білий пішак · g2 біла тура · h2 білий пішак · a1 чорна тура · g1 білий кінь · h1 білий слон | a8 чорний король · f8 білий слон · h8 чорна тура · d7 білий король · c6 білий пішак · b5 білий кінь · a3 білий пішак · g2 біла тура · h2 білий пішак · a1 чорна тура · g1 білий кінь · h1 білий слон | a8 чорний король · f8 білий слон · h8 чорна тура · d7 білий король · c6 білий пішак · b5 білий кінь · a3 білий пішак · g2 біла тура · h2 білий пішак · a1 чорна тура · g1 білий кінь · h1 білий слон | a8 чорний король · f8 білий слон · h8 чорна тура · d7 білий король · c6 білий пішак · b5 білий кінь · a3 білий пішак · g2 біла тура · h2 білий пішак · a1 чорна тура · g1 білий кінь · h1 білий слон | a8 чорний король · f8 білий слон · h8 чорна тура · d7 білий король · c6 білий пішак · b5 білий кінь · a3 білий пішак · g2 біла тура · h2 білий пішак · a1 чорна тура · g1 білий кінь · h1 білий слон | 6 |
| 5 | a8 чорний король · f8 білий слон · h8 чорна тура · d7 білий король · c6 білий пішак · b5 білий кінь · a3 білий пішак · g2 біла тура · h2 білий пішак · a1 чорна тура · g1 білий кінь · h1 білий слон | a8 чорний король · f8 білий слон · h8 чорна тура · d7 білий король · c6 білий пішак · b5 білий кінь · a3 білий пішак · g2 біла тура · h2 білий пішак · a1 чорна тура · g1 білий кінь · h1 білий слон | a8 чорний король · f8 білий слон · h8 чорна тура · d7 білий король · c6 білий пішак · b5 білий кінь · a3 білий пішак · g2 біла тура · h2 білий пішак · a1 чорна тура · g1 білий кінь · h1 білий слон | a8 чорний король · f8 білий слон · h8 чорна тура · d7 білий король · c6 білий пішак · b5 білий кінь · a3 білий пішак · g2 біла тура · h2 білий пішак · a1 чорна тура · g1 білий кінь · h1 білий слон | a8 чорний король · f8 білий слон · h8 чорна тура · d7 білий король · c6 білий пішак · b5 білий кінь · a3 білий пішак · g2 біла тура · h2 білий пішак · a1 чорна тура · g1 білий кінь · h1 білий слон | a8 чорний король · f8 білий слон · h8 чорна тура · d7 білий король · c6 білий пішак · b5 білий кінь · a3 білий пішак · g2 біла тура · h2 білий пішак · a1 чорна тура · g1 білий кінь · h1 білий слон | a8 чорний король · f8 білий слон · h8 чорна тура · d7 білий король · c6 білий пішак · b5 білий кінь · a3 білий пішак · g2 біла тура · h2 білий пішак · a1 чорна тура · g1 білий кінь · h1 білий слон | a8 чорний король · f8 білий слон · h8 чорна тура · d7 білий король · c6 білий пішак · b5 білий кінь · a3 білий пішак · g2 біла тура · h2 білий пішак · a1 чорна тура · g1 білий кінь · h1 білий слон | 5 |
| 4 | a8 чорний король · f8 білий слон · h8 чорна тура · d7 білий король · c6 білий пішак · b5 білий кінь · a3 білий пішак · g2 біла тура · h2 білий пішак · a1 чорна тура · g1 білий кінь · h1 білий слон | a8 чорний король · f8 білий слон · h8 чорна тура · d7 білий король · c6 білий пішак · b5 білий кінь · a3 білий пішак · g2 біла тура · h2 білий пішак · a1 чорна тура · g1 білий кінь · h1 білий слон | a8 чорний король · f8 білий слон · h8 чорна тура · d7 білий король · c6 білий пішак · b5 білий кінь · a3 білий пішак · g2 біла тура · h2 білий пішак · a1 чорна тура · g1 білий кінь · h1 білий слон | a8 чорний король · f8 білий слон · h8 чорна тура · d7 білий король · c6 білий пішак · b5 білий кінь · a3 білий пішак · g2 біла тура · h2 білий пішак · a1 чорна тура · g1 білий кінь · h1 білий слон | a8 чорний король · f8 білий слон · h8 чорна тура · d7 білий король · c6 білий пішак · b5 білий кінь · a3 білий пішак · g2 біла тура · h2 білий пішак · a1 чорна тура · g1 білий кінь · h1 білий слон | a8 чорний король · f8 білий слон · h8 чорна тура · d7 білий король · c6 білий пішак · b5 білий кінь · a3 білий пішак · g2 біла тура · h2 білий пішак · a1 чорна тура · g1 білий кінь · h1 білий слон | a8 чорний король · f8 білий слон · h8 чорна тура · d7 білий король · c6 білий пішак · b5 білий кінь · a3 білий пішак · g2 біла тура · h2 білий пішак · a1 чорна тура · g1 білий кінь · h1 білий слон | a8 чорний король · f8 білий слон · h8 чорна тура · d7 білий король · c6 білий пішак · b5 білий кінь · a3 білий пішак · g2 біла тура · h2 білий пішак · a1 чорна тура · g1 білий кінь · h1 білий слон | 4 |
| 3 | a8 чорний король · f8 білий слон · h8 чорна тура · d7 білий король · c6 білий пішак · b5 білий кінь · a3 білий пішак · g2 біла тура · h2 білий пішак · a1 чорна тура · g1 білий кінь · h1 білий слон | a8 чорний король · f8 білий слон · h8 чорна тура · d7 білий король · c6 білий пішак · b5 білий кінь · a3 білий пішак · g2 біла тура · h2 білий пішак · a1 чорна тура · g1 білий кінь · h1 білий слон | a8 чорний король · f8 білий слон · h8 чорна тура · d7 білий король · c6 білий пішак · b5 білий кінь · a3 білий пішак · g2 біла тура · h2 білий пішак · a1 чорна тура · g1 білий кінь · h1 білий слон | a8 чорний король · f8 білий слон · h8 чорна тура · d7 білий король · c6 білий пішак · b5 білий кінь · a3 білий пішак · g2 біла тура · h2 білий пішак · a1 чорна тура · g1 білий кінь · h1 білий слон | a8 чорний король · f8 білий слон · h8 чорна тура · d7 білий король · c6 білий пішак · b5 білий кінь · a3 білий пішак · g2 біла тура · h2 білий пішак · a1 чорна тура · g1 білий кінь · h1 білий слон | a8 чорний король · f8 білий слон · h8 чорна тура · d7 білий король · c6 білий пішак · b5 білий кінь · a3 білий пішак · g2 біла тура · h2 білий пішак · a1 чорна тура · g1 білий кінь · h1 білий слон | a8 чорний король · f8 білий слон · h8 чорна тура · d7 білий король · c6 білий пішак · b5 білий кінь · a3 білий пішак · g2 біла тура · h2 білий пішак · a1 чорна тура · g1 білий кінь · h1 білий слон | a8 чорний король · f8 білий слон · h8 чорна тура · d7 білий король · c6 білий пішак · b5 білий кінь · a3 білий пішак · g2 біла тура · h2 білий пішак · a1 чорна тура · g1 білий кінь · h1 білий слон | 3 |
| 2 | a8 чорний король · f8 білий слон · h8 чорна тура · d7 білий король · c6 білий пішак · b5 білий кінь · a3 білий пішак · g2 біла тура · h2 білий пішак · a1 чорна тура · g1 білий кінь · h1 білий слон | a8 чорний король · f8 білий слон · h8 чорна тура · d7 білий король · c6 білий пішак · b5 білий кінь · a3 білий пішак · g2 біла тура · h2 білий пішак · a1 чорна тура · g1 білий кінь · h1 білий слон | a8 чорний король · f8 білий слон · h8 чорна тура · d7 білий король · c6 білий пішак · b5 білий кінь · a3 білий пішак · g2 біла тура · h2 білий пішак · a1 чорна тура · g1 білий кінь · h1 білий слон | a8 чорний король · f8 білий слон · h8 чорна тура · d7 білий король · c6 білий пішак · b5 білий кінь · a3 білий пішак · g2 біла тура · h2 білий пішак · a1 чорна тура · g1 білий кінь · h1 білий слон | a8 чорний король · f8 білий слон · h8 чорна тура · d7 білий король · c6 білий пішак · b5 білий кінь · a3 білий пішак · g2 біла тура · h2 білий пішак · a1 чорна тура · g1 білий кінь · h1 білий слон | a8 чорний король · f8 білий слон · h8 чорна тура · d7 білий король · c6 білий пішак · b5 білий кінь · a3 білий пішак · g2 біла тура · h2 білий пішак · a1 чорна тура · g1 білий кінь · h1 білий слон | a8 чорний король · f8 білий слон · h8 чорна тура · d7 білий король · c6 білий пішак · b5 білий кінь · a3 білий пішак · g2 біла тура · h2 білий пішак · a1 чорна тура · g1 білий кінь · h1 білий слон | a8 чорний король · f8 білий слон · h8 чорна тура · d7 білий король · c6 білий пішак · b5 білий кінь · a3 білий пішак · g2 біла тура · h2 білий пішак · a1 чорна тура · g1 білий кінь · h1 білий слон | 2 |
| 1 | a8 чорний король · f8 білий слон · h8 чорна тура · d7 білий король · c6 білий пішак · b5 білий кінь · a3 білий пішак · g2 біла тура · h2 білий пішак · a1 чорна тура · g1 білий кінь · h1 білий слон | a8 чорний король · f8 білий слон · h8 чорна тура · d7 білий король · c6 білий пішак · b5 білий кінь · a3 білий пішак · g2 біла тура · h2 білий пішак · a1 чорна тура · g1 білий кінь · h1 білий слон | a8 чорний король · f8 білий слон · h8 чорна тура · d7 білий король · c6 білий пішак · b5 білий кінь · a3 білий пішак · g2 біла тура · h2 білий пішак · a1 чорна тура · g1 білий кінь · h1 білий слон | a8 чорний король · f8 білий слон · h8 чорна тура · d7 білий король · c6 білий пішак · b5 білий кінь · a3 білий пішак · g2 біла тура · h2 білий пішак · a1 чорна тура · g1 білий кінь · h1 білий слон | a8 чорний король · f8 білий слон · h8 чорна тура · d7 білий король · c6 білий пішак · b5 білий кінь · a3 білий пішак · g2 біла тура · h2 білий пішак · a1 чорна тура · g1 білий кінь · h1 білий слон | a8 чорний король · f8 білий слон · h8 чорна тура · d7 білий король · c6 білий пішак · b5 білий кінь · a3 білий пішак · g2 біла тура · h2 білий пішак · a1 чорна тура · g1 білий кінь · h1 білий слон | a8 чорний король · f8 білий слон · h8 чорна тура · d7 білий король · c6 білий пішак · b5 білий кінь · a3 білий пішак · g2 біла тура · h2 білий пішак · a1 чорна тура · g1 білий кінь · h1 білий слон | a8 чорний король · f8 білий слон · h8 чорна тура · d7 білий король · c6 білий пішак · b5 білий кінь · a3 білий пішак · g2 біла тура · h2 білий пішак · a1 чорна тура · g1 білий кінь · h1 білий слон | 1 |
|   | a | b | c | d | e | f | g | h |   |

FEN: k4B1r/3K4/2P5/1N6/8/P7/6RP/r5NB

1. c7! ~ 2. R~#
1. … Ra2 2. Rxa2#,   1. … Rxa3 2. Ra2#
1. … Rb1 2. Rb2#,     1. … Rc1 2. Rc2#
1. … Rd1 2. Rd2#,     1. … Re1 2. Re2#
1. … Rf1  2. Rf2#,      1. … Rxg1 2. Rxg1#
1. … Rg8 2. Rxg8#,   1. … Rxf8 2. Rg8#
1. … Rh7 2. Rg7#,     1. … Rh6 2. Rg6#
1. … Rh5 2. Rg5#,     1. … Rh4 2. Rg4#
1. … Rh3 2. Rg3#,     1. … Rxh2 2. Rxh2#
Виникло багато варіантів гри, причому на кожен хід чорної тури у відповідь ходить біла тура. Тема виражена в 16! варіантах, у формі таску.
|   | a | b | c | d | e | f | g | h |   |
| 8 | g8 чорна тура · a7 білий кінь · c7 чорний кінь · e7 білий ферзь · g7 біла тура · a6 чорний ферзь · a5 чорний пішак · d5 чорний король · e5 білий слон · h5 білий кінь · b4 чорна тура · g4 біла тура · b3 білий пішак · d3 білий слон · g3 чорний пішак · e2 чорний кінь · f2 чорний слон · g2 білий пішак · f1 білий король | g8 чорна тура · a7 білий кінь · c7 чорний кінь · e7 білий ферзь · g7 біла тура · a6 чорний ферзь · a5 чорний пішак · d5 чорний король · e5 білий слон · h5 білий кінь · b4 чорна тура · g4 біла тура · b3 білий пішак · d3 білий слон · g3 чорний пішак · e2 чорний кінь · f2 чорний слон · g2 білий пішак · f1 білий король | g8 чорна тура · a7 білий кінь · c7 чорний кінь · e7 білий ферзь · g7 біла тура · a6 чорний ферзь · a5 чорний пішак · d5 чорний король · e5 білий слон · h5 білий кінь · b4 чорна тура · g4 біла тура · b3 білий пішак · d3 білий слон · g3 чорний пішак · e2 чорний кінь · f2 чорний слон · g2 білий пішак · f1 білий король | g8 чорна тура · a7 білий кінь · c7 чорний кінь · e7 білий ферзь · g7 біла тура · a6 чорний ферзь · a5 чорний пішак · d5 чорний король · e5 білий слон · h5 білий кінь · b4 чорна тура · g4 біла тура · b3 білий пішак · d3 білий слон · g3 чорний пішак · e2 чорний кінь · f2 чорний слон · g2 білий пішак · f1 білий король | g8 чорна тура · a7 білий кінь · c7 чорний кінь · e7 білий ферзь · g7 біла тура · a6 чорний ферзь · a5 чорний пішак · d5 чорний король · e5 білий слон · h5 білий кінь · b4 чорна тура · g4 біла тура · b3 білий пішак · d3 білий слон · g3 чорний пішак · e2 чорний кінь · f2 чорний слон · g2 білий пішак · f1 білий король | g8 чорна тура · a7 білий кінь · c7 чорний кінь · e7 білий ферзь · g7 біла тура · a6 чорний ферзь · a5 чорний пішак · d5 чорний король · e5 білий слон · h5 білий кінь · b4 чорна тура · g4 біла тура · b3 білий пішак · d3 білий слон · g3 чорний пішак · e2 чорний кінь · f2 чорний слон · g2 білий пішак · f1 білий король | g8 чорна тура · a7 білий кінь · c7 чорний кінь · e7 білий ферзь · g7 біла тура · a6 чорний ферзь · a5 чорний пішак · d5 чорний король · e5 білий слон · h5 білий кінь · b4 чорна тура · g4 біла тура · b3 білий пішак · d3 білий слон · g3 чорний пішак · e2 чорний кінь · f2 чорний слон · g2 білий пішак · f1 білий король | g8 чорна тура · a7 білий кінь · c7 чорний кінь · e7 білий ферзь · g7 біла тура · a6 чорний ферзь · a5 чорний пішак · d5 чорний король · e5 білий слон · h5 білий кінь · b4 чорна тура · g4 біла тура · b3 білий пішак · d3 білий слон · g3 чорний пішак · e2 чорний кінь · f2 чорний слон · g2 білий пішак · f1 білий король | 8 |
| 7 | g8 чорна тура · a7 білий кінь · c7 чорний кінь · e7 білий ферзь · g7 біла тура · a6 чорний ферзь · a5 чорний пішак · d5 чорний король · e5 білий слон · h5 білий кінь · b4 чорна тура · g4 біла тура · b3 білий пішак · d3 білий слон · g3 чорний пішак · e2 чорний кінь · f2 чорний слон · g2 білий пішак · f1 білий король | g8 чорна тура · a7 білий кінь · c7 чорний кінь · e7 білий ферзь · g7 біла тура · a6 чорний ферзь · a5 чорний пішак · d5 чорний король · e5 білий слон · h5 білий кінь · b4 чорна тура · g4 біла тура · b3 білий пішак · d3 білий слон · g3 чорний пішак · e2 чорний кінь · f2 чорний слон · g2 білий пішак · f1 білий король | g8 чорна тура · a7 білий кінь · c7 чорний кінь · e7 білий ферзь · g7 біла тура · a6 чорний ферзь · a5 чорний пішак · d5 чорний король · e5 білий слон · h5 білий кінь · b4 чорна тура · g4 біла тура · b3 білий пішак · d3 білий слон · g3 чорний пішак · e2 чорний кінь · f2 чорний слон · g2 білий пішак · f1 білий король | g8 чорна тура · a7 білий кінь · c7 чорний кінь · e7 білий ферзь · g7 біла тура · a6 чорний ферзь · a5 чорний пішак · d5 чорний король · e5 білий слон · h5 білий кінь · b4 чорна тура · g4 біла тура · b3 білий пішак · d3 білий слон · g3 чорний пішак · e2 чорний кінь · f2 чорний слон · g2 білий пішак · f1 білий король | g8 чорна тура · a7 білий кінь · c7 чорний кінь · e7 білий ферзь · g7 біла тура · a6 чорний ферзь · a5 чорний пішак · d5 чорний король · e5 білий слон · h5 білий кінь · b4 чорна тура · g4 біла тура · b3 білий пішак · d3 білий слон · g3 чорний пішак · e2 чорний кінь · f2 чорний слон · g2 білий пішак · f1 білий король | g8 чорна тура · a7 білий кінь · c7 чорний кінь · e7 білий ферзь · g7 біла тура · a6 чорний ферзь · a5 чорний пішак · d5 чорний король · e5 білий слон · h5 білий кінь · b4 чорна тура · g4 біла тура · b3 білий пішак · d3 білий слон · g3 чорний пішак · e2 чорний кінь · f2 чорний слон · g2 білий пішак · f1 білий король | g8 чорна тура · a7 білий кінь · c7 чорний кінь · e7 білий ферзь · g7 біла тура · a6 чорний ферзь · a5 чорний пішак · d5 чорний король · e5 білий слон · h5 білий кінь · b4 чорна тура · g4 біла тура · b3 білий пішак · d3 білий слон · g3 чорний пішак · e2 чорний кінь · f2 чорний слон · g2 білий пішак · f1 білий король | g8 чорна тура · a7 білий кінь · c7 чорний кінь · e7 білий ферзь · g7 біла тура · a6 чорний ферзь · a5 чорний пішак · d5 чорний король · e5 білий слон · h5 білий кінь · b4 чорна тура · g4 біла тура · b3 білий пішак · d3 білий слон · g3 чорний пішак · e2 чорний кінь · f2 чорний слон · g2 білий пішак · f1 білий король | 7 |
| 6 | g8 чорна тура · a7 білий кінь · c7 чорний кінь · e7 білий ферзь · g7 біла тура · a6 чорний ферзь · a5 чорний пішак · d5 чорний король · e5 білий слон · h5 білий кінь · b4 чорна тура · g4 біла тура · b3 білий пішак · d3 білий слон · g3 чорний пішак · e2 чорний кінь · f2 чорний слон · g2 білий пішак · f1 білий король | g8 чорна тура · a7 білий кінь · c7 чорний кінь · e7 білий ферзь · g7 біла тура · a6 чорний ферзь · a5 чорний пішак · d5 чорний король · e5 білий слон · h5 білий кінь · b4 чорна тура · g4 біла тура · b3 білий пішак · d3 білий слон · g3 чорний пішак · e2 чорний кінь · f2 чорний слон · g2 білий пішак · f1 білий король | g8 чорна тура · a7 білий кінь · c7 чорний кінь · e7 білий ферзь · g7 біла тура · a6 чорний ферзь · a5 чорний пішак · d5 чорний король · e5 білий слон · h5 білий кінь · b4 чорна тура · g4 біла тура · b3 білий пішак · d3 білий слон · g3 чорний пішак · e2 чорний кінь · f2 чорний слон · g2 білий пішак · f1 білий король | g8 чорна тура · a7 білий кінь · c7 чорний кінь · e7 білий ферзь · g7 біла тура · a6 чорний ферзь · a5 чорний пішак · d5 чорний король · e5 білий слон · h5 білий кінь · b4 чорна тура · g4 біла тура · b3 білий пішак · d3 білий слон · g3 чорний пішак · e2 чорний кінь · f2 чорний слон · g2 білий пішак · f1 білий король | g8 чорна тура · a7 білий кінь · c7 чорний кінь · e7 білий ферзь · g7 біла тура · a6 чорний ферзь · a5 чорний пішак · d5 чорний король · e5 білий слон · h5 білий кінь · b4 чорна тура · g4 біла тура · b3 білий пішак · d3 білий слон · g3 чорний пішак · e2 чорний кінь · f2 чорний слон · g2 білий пішак · f1 білий король | g8 чорна тура · a7 білий кінь · c7 чорний кінь · e7 білий ферзь · g7 біла тура · a6 чорний ферзь · a5 чорний пішак · d5 чорний король · e5 білий слон · h5 білий кінь · b4 чорна тура · g4 біла тура · b3 білий пішак · d3 білий слон · g3 чорний пішак · e2 чорний кінь · f2 чорний слон · g2 білий пішак · f1 білий король | g8 чорна тура · a7 білий кінь · c7 чорний кінь · e7 білий ферзь · g7 біла тура · a6 чорний ферзь · a5 чорний пішак · d5 чорний король · e5 білий слон · h5 білий кінь · b4 чорна тура · g4 біла тура · b3 білий пішак · d3 білий слон · g3 чорний пішак · e2 чорний кінь · f2 чорний слон · g2 білий пішак · f1 білий король | g8 чорна тура · a7 білий кінь · c7 чорний кінь · e7 білий ферзь · g7 біла тура · a6 чорний ферзь · a5 чорний пішак · d5 чорний король · e5 білий слон · h5 білий кінь · b4 чорна тура · g4 біла тура · b3 білий пішак · d3 білий слон · g3 чорний пішак · e2 чорний кінь · f2 чорний слон · g2 білий пішак · f1 білий король | 6 |
| 5 | g8 чорна тура · a7 білий кінь · c7 чорний кінь · e7 білий ферзь · g7 біла тура · a6 чорний ферзь · a5 чорний пішак · d5 чорний король · e5 білий слон · h5 білий кінь · b4 чорна тура · g4 біла тура · b3 білий пішак · d3 білий слон · g3 чорний пішак · e2 чорний кінь · f2 чорний слон · g2 білий пішак · f1 білий король | g8 чорна тура · a7 білий кінь · c7 чорний кінь · e7 білий ферзь · g7 біла тура · a6 чорний ферзь · a5 чорний пішак · d5 чорний король · e5 білий слон · h5 білий кінь · b4 чорна тура · g4 біла тура · b3 білий пішак · d3 білий слон · g3 чорний пішак · e2 чорний кінь · f2 чорний слон · g2 білий пішак · f1 білий король | g8 чорна тура · a7 білий кінь · c7 чорний кінь · e7 білий ферзь · g7 біла тура · a6 чорний ферзь · a5 чорний пішак · d5 чорний король · e5 білий слон · h5 білий кінь · b4 чорна тура · g4 біла тура · b3 білий пішак · d3 білий слон · g3 чорний пішак · e2 чорний кінь · f2 чорний слон · g2 білий пішак · f1 білий король | g8 чорна тура · a7 білий кінь · c7 чорний кінь · e7 білий ферзь · g7 біла тура · a6 чорний ферзь · a5 чорний пішак · d5 чорний король · e5 білий слон · h5 білий кінь · b4 чорна тура · g4 біла тура · b3 білий пішак · d3 білий слон · g3 чорний пішак · e2 чорний кінь · f2 чорний слон · g2 білий пішак · f1 білий король | g8 чорна тура · a7 білий кінь · c7 чорний кінь · e7 білий ферзь · g7 біла тура · a6 чорний ферзь · a5 чорний пішак · d5 чорний король · e5 білий слон · h5 білий кінь · b4 чорна тура · g4 біла тура · b3 білий пішак · d3 білий слон · g3 чорний пішак · e2 чорний кінь · f2 чорний слон · g2 білий пішак · f1 білий король | g8 чорна тура · a7 білий кінь · c7 чорний кінь · e7 білий ферзь · g7 біла тура · a6 чорний ферзь · a5 чорний пішак · d5 чорний король · e5 білий слон · h5 білий кінь · b4 чорна тура · g4 біла тура · b3 білий пішак · d3 білий слон · g3 чорний пішак · e2 чорний кінь · f2 чорний слон · g2 білий пішак · f1 білий король | g8 чорна тура · a7 білий кінь · c7 чорний кінь · e7 білий ферзь · g7 біла тура · a6 чорний ферзь · a5 чорний пішак · d5 чорний король · e5 білий слон · h5 білий кінь · b4 чорна тура · g4 біла тура · b3 білий пішак · d3 білий слон · g3 чорний пішак · e2 чорний кінь · f2 чорний слон · g2 білий пішак · f1 білий король | g8 чорна тура · a7 білий кінь · c7 чорний кінь · e7 білий ферзь · g7 біла тура · a6 чорний ферзь · a5 чорний пішак · d5 чорний король · e5 білий слон · h5 білий кінь · b4 чорна тура · g4 біла тура · b3 білий пішак · d3 білий слон · g3 чорний пішак · e2 чорний кінь · f2 чорний слон · g2 білий пішак · f1 білий король | 5 |
| 4 | g8 чорна тура · a7 білий кінь · c7 чорний кінь · e7 білий ферзь · g7 біла тура · a6 чорний ферзь · a5 чорний пішак · d5 чорний король · e5 білий слон · h5 білий кінь · b4 чорна тура · g4 біла тура · b3 білий пішак · d3 білий слон · g3 чорний пішак · e2 чорний кінь · f2 чорний слон · g2 білий пішак · f1 білий король | g8 чорна тура · a7 білий кінь · c7 чорний кінь · e7 білий ферзь · g7 біла тура · a6 чорний ферзь · a5 чорний пішак · d5 чорний король · e5 білий слон · h5 білий кінь · b4 чорна тура · g4 біла тура · b3 білий пішак · d3 білий слон · g3 чорний пішак · e2 чорний кінь · f2 чорний слон · g2 білий пішак · f1 білий король | g8 чорна тура · a7 білий кінь · c7 чорний кінь · e7 білий ферзь · g7 біла тура · a6 чорний ферзь · a5 чорний пішак · d5 чорний король · e5 білий слон · h5 білий кінь · b4 чорна тура · g4 біла тура · b3 білий пішак · d3 білий слон · g3 чорний пішак · e2 чорний кінь · f2 чорний слон · g2 білий пішак · f1 білий король | g8 чорна тура · a7 білий кінь · c7 чорний кінь · e7 білий ферзь · g7 біла тура · a6 чорний ферзь · a5 чорний пішак · d5 чорний король · e5 білий слон · h5 білий кінь · b4 чорна тура · g4 біла тура · b3 білий пішак · d3 білий слон · g3 чорний пішак · e2 чорний кінь · f2 чорний слон · g2 білий пішак · f1 білий король | g8 чорна тура · a7 білий кінь · c7 чорний кінь · e7 білий ферзь · g7 біла тура · a6 чорний ферзь · a5 чорний пішак · d5 чорний король · e5 білий слон · h5 білий кінь · b4 чорна тура · g4 біла тура · b3 білий пішак · d3 білий слон · g3 чорний пішак · e2 чорний кінь · f2 чорний слон · g2 білий пішак · f1 білий король | g8 чорна тура · a7 білий кінь · c7 чорний кінь · e7 білий ферзь · g7 біла тура · a6 чорний ферзь · a5 чорний пішак · d5 чорний король · e5 білий слон · h5 білий кінь · b4 чорна тура · g4 біла тура · b3 білий пішак · d3 білий слон · g3 чорний пішак · e2 чорний кінь · f2 чорний слон · g2 білий пішак · f1 білий король | g8 чорна тура · a7 білий кінь · c7 чорний кінь · e7 білий ферзь · g7 біла тура · a6 чорний ферзь · a5 чорний пішак · d5 чорний король · e5 білий слон · h5 білий кінь · b4 чорна тура · g4 біла тура · b3 білий пішак · d3 білий слон · g3 чорний пішак · e2 чорний кінь · f2 чорний слон · g2 білий пішак · f1 білий король | g8 чорна тура · a7 білий кінь · c7 чорний кінь · e7 білий ферзь · g7 біла тура · a6 чорний ферзь · a5 чорний пішак · d5 чорний король · e5 білий слон · h5 білий кінь · b4 чорна тура · g4 біла тура · b3 білий пішак · d3 білий слон · g3 чорний пішак · e2 чорний кінь · f2 чорний слон · g2 білий пішак · f1 білий король | 4 |
| 3 | g8 чорна тура · a7 білий кінь · c7 чорний кінь · e7 білий ферзь · g7 біла тура · a6 чорний ферзь · a5 чорний пішак · d5 чорний король · e5 білий слон · h5 білий кінь · b4 чорна тура · g4 біла тура · b3 білий пішак · d3 білий слон · g3 чорний пішак · e2 чорний кінь · f2 чорний слон · g2 білий пішак · f1 білий король | g8 чорна тура · a7 білий кінь · c7 чорний кінь · e7 білий ферзь · g7 біла тура · a6 чорний ферзь · a5 чорний пішак · d5 чорний король · e5 білий слон · h5 білий кінь · b4 чорна тура · g4 біла тура · b3 білий пішак · d3 білий слон · g3 чорний пішак · e2 чорний кінь · f2 чорний слон · g2 білий пішак · f1 білий король | g8 чорна тура · a7 білий кінь · c7 чорний кінь · e7 білий ферзь · g7 біла тура · a6 чорний ферзь · a5 чорний пішак · d5 чорний король · e5 білий слон · h5 білий кінь · b4 чорна тура · g4 біла тура · b3 білий пішак · d3 білий слон · g3 чорний пішак · e2 чорний кінь · f2 чорний слон · g2 білий пішак · f1 білий король | g8 чорна тура · a7 білий кінь · c7 чорний кінь · e7 білий ферзь · g7 біла тура · a6 чорний ферзь · a5 чорний пішак · d5 чорний король · e5 білий слон · h5 білий кінь · b4 чорна тура · g4 біла тура · b3 білий пішак · d3 білий слон · g3 чорний пішак · e2 чорний кінь · f2 чорний слон · g2 білий пішак · f1 білий король | g8 чорна тура · a7 білий кінь · c7 чорний кінь · e7 білий ферзь · g7 біла тура · a6 чорний ферзь · a5 чорний пішак · d5 чорний король · e5 білий слон · h5 білий кінь · b4 чорна тура · g4 біла тура · b3 білий пішак · d3 білий слон · g3 чорний пішак · e2 чорний кінь · f2 чорний слон · g2 білий пішак · f1 білий король | g8 чорна тура · a7 білий кінь · c7 чорний кінь · e7 білий ферзь · g7 біла тура · a6 чорний ферзь · a5 чорний пішак · d5 чорний король · e5 білий слон · h5 білий кінь · b4 чорна тура · g4 біла тура · b3 білий пішак · d3 білий слон · g3 чорний пішак · e2 чорний кінь · f2 чорний слон · g2 білий пішак · f1 білий король | g8 чорна тура · a7 білий кінь · c7 чорний кінь · e7 білий ферзь · g7 біла тура · a6 чорний ферзь · a5 чорний пішак · d5 чорний король · e5 білий слон · h5 білий кінь · b4 чорна тура · g4 біла тура · b3 білий пішак · d3 білий слон · g3 чорний пішак · e2 чорний кінь · f2 чорний слон · g2 білий пішак · f1 білий король | g8 чорна тура · a7 білий кінь · c7 чорний кінь · e7 білий ферзь · g7 біла тура · a6 чорний ферзь · a5 чорний пішак · d5 чорний король · e5 білий слон · h5 білий кінь · b4 чорна тура · g4 біла тура · b3 білий пішак · d3 білий слон · g3 чорний пішак · e2 чорний кінь · f2 чорний слон · g2 білий пішак · f1 білий король | 3 |
| 2 | g8 чорна тура · a7 білий кінь · c7 чорний кінь · e7 білий ферзь · g7 біла тура · a6 чорний ферзь · a5 чорний пішак · d5 чорний король · e5 білий слон · h5 білий кінь · b4 чорна тура · g4 біла тура · b3 білий пішак · d3 білий слон · g3 чорний пішак · e2 чорний кінь · f2 чорний слон · g2 білий пішак · f1 білий король | g8 чорна тура · a7 білий кінь · c7 чорний кінь · e7 білий ферзь · g7 біла тура · a6 чорний ферзь · a5 чорний пішак · d5 чорний король · e5 білий слон · h5 білий кінь · b4 чорна тура · g4 біла тура · b3 білий пішак · d3 білий слон · g3 чорний пішак · e2 чорний кінь · f2 чорний слон · g2 білий пішак · f1 білий король | g8 чорна тура · a7 білий кінь · c7 чорний кінь · e7 білий ферзь · g7 біла тура · a6 чорний ферзь · a5 чорний пішак · d5 чорний король · e5 білий слон · h5 білий кінь · b4 чорна тура · g4 біла тура · b3 білий пішак · d3 білий слон · g3 чорний пішак · e2 чорний кінь · f2 чорний слон · g2 білий пішак · f1 білий король | g8 чорна тура · a7 білий кінь · c7 чорний кінь · e7 білий ферзь · g7 біла тура · a6 чорний ферзь · a5 чорний пішак · d5 чорний король · e5 білий слон · h5 білий кінь · b4 чорна тура · g4 біла тура · b3 білий пішак · d3 білий слон · g3 чорний пішак · e2 чорний кінь · f2 чорний слон · g2 білий пішак · f1 білий король | g8 чорна тура · a7 білий кінь · c7 чорний кінь · e7 білий ферзь · g7 біла тура · a6 чорний ферзь · a5 чорний пішак · d5 чорний король · e5 білий слон · h5 білий кінь · b4 чорна тура · g4 біла тура · b3 білий пішак · d3 білий слон · g3 чорний пішак · e2 чорний кінь · f2 чорний слон · g2 білий пішак · f1 білий король | g8 чорна тура · a7 білий кінь · c7 чорний кінь · e7 білий ферзь · g7 біла тура · a6 чорний ферзь · a5 чорний пішак · d5 чорний король · e5 білий слон · h5 білий кінь · b4 чорна тура · g4 біла тура · b3 білий пішак · d3 білий слон · g3 чорний пішак · e2 чорний кінь · f2 чорний слон · g2 білий пішак · f1 білий король | g8 чорна тура · a7 білий кінь · c7 чорний кінь · e7 білий ферзь · g7 біла тура · a6 чорний ферзь · a5 чорний пішак · d5 чорний король · e5 білий слон · h5 білий кінь · b4 чорна тура · g4 біла тура · b3 білий пішак · d3 білий слон · g3 чорний пішак · e2 чорний кінь · f2 чорний слон · g2 білий пішак · f1 білий король | g8 чорна тура · a7 білий кінь · c7 чорний кінь · e7 білий ферзь · g7 біла тура · a6 чорний ферзь · a5 чорний пішак · d5 чорний король · e5 білий слон · h5 білий кінь · b4 чорна тура · g4 біла тура · b3 білий пішак · d3 білий слон · g3 чорний пішак · e2 чорний кінь · f2 чорний слон · g2 білий пішак · f1 білий король | 2 |
| 1 | g8 чорна тура · a7 білий кінь · c7 чорний кінь · e7 білий ферзь · g7 біла тура · a6 чорний ферзь · a5 чорний пішак · d5 чорний король · e5 білий слон · h5 білий кінь · b4 чорна тура · g4 біла тура · b3 білий пішак · d3 білий слон · g3 чорний пішак · e2 чорний кінь · f2 чорний слон · g2 білий пішак · f1 білий король | g8 чорна тура · a7 білий кінь · c7 чорний кінь · e7 білий ферзь · g7 біла тура · a6 чорний ферзь · a5 чорний пішак · d5 чорний король · e5 білий слон · h5 білий кінь · b4 чорна тура · g4 біла тура · b3 білий пішак · d3 білий слон · g3 чорний пішак · e2 чорний кінь · f2 чорний слон · g2 білий пішак · f1 білий король | g8 чорна тура · a7 білий кінь · c7 чорний кінь · e7 білий ферзь · g7 біла тура · a6 чорний ферзь · a5 чорний пішак · d5 чорний король · e5 білий слон · h5 білий кінь · b4 чорна тура · g4 біла тура · b3 білий пішак · d3 білий слон · g3 чорний пішак · e2 чорний кінь · f2 чорний слон · g2 білий пішак · f1 білий король | g8 чорна тура · a7 білий кінь · c7 чорний кінь · e7 білий ферзь · g7 біла тура · a6 чорний ферзь · a5 чорний пішак · d5 чорний король · e5 білий слон · h5 білий кінь · b4 чорна тура · g4 біла тура · b3 білий пішак · d3 білий слон · g3 чорний пішак · e2 чорний кінь · f2 чорний слон · g2 білий пішак · f1 білий король | g8 чорна тура · a7 білий кінь · c7 чорний кінь · e7 білий ферзь · g7 біла тура · a6 чорний ферзь · a5 чорний пішак · d5 чорний король · e5 білий слон · h5 білий кінь · b4 чорна тура · g4 біла тура · b3 білий пішак · d3 білий слон · g3 чорний пішак · e2 чорний кінь · f2 чорний слон · g2 білий пішак · f1 білий король | g8 чорна тура · a7 білий кінь · c7 чорний кінь · e7 білий ферзь · g7 біла тура · a6 чорний ферзь · a5 чорний пішак · d5 чорний король · e5 білий слон · h5 білий кінь · b4 чорна тура · g4 біла тура · b3 білий пішак · d3 білий слон · g3 чорний пішак · e2 чорний кінь · f2 чорний слон · g2 білий пішак · f1 білий король | g8 чорна тура · a7 білий кінь · c7 чорний кінь · e7 білий ферзь · g7 біла тура · a6 чорний ферзь · a5 чорний пішак · d5 чорний король · e5 білий слон · h5 білий кінь · b4 чорна тура · g4 біла тура · b3 білий пішак · d3 білий слон · g3 чорний пішак · e2 чорний кінь · f2 чорний слон · g2 білий пішак · f1 білий король | g8 чорна тура · a7 білий кінь · c7 чорний кінь · e7 білий ферзь · g7 біла тура · a6 чорний ферзь · a5 чорний пішак · d5 чорний король · e5 білий слон · h5 білий кінь · b4 чорна тура · g4 біла тура · b3 білий пішак · d3 білий слон · g3 чорний пішак · e2 чорний кінь · f2 чорний слон · g2 білий пішак · f1 білий король | 1 |
|   | a | b | c | d | e | f | g | h |   |

FEN: 6r1/N1n1Q1R1/q7/p2kB2N/1r4R1/1P1B2p1/4nbP1/5K2
1.Bd4! ~ 2. Qf5#
1. … Qe6 2. Qc5#
1. … Qd6 2. Qe4#
1. … Qxa7 2. Qd7#
1. … Rxd4 2. R4g5#
1. … Re8  2. R7g5#
1. … Bxd4 2. Be4#
1. … Sxd4 2. Sf4#
1. … Se6  2. Sf6#
У кожному варіанті гри, якого типу ходить чорна фігура, такого ж типу біла фігура оголошує мат чорному королю. Додатково виражена мавпяча тема.

## Тема в кооперативному жанрі
Тема в кооперативному жанрі може бути виражена в задачах із завданням в довільну кількість ходів.
|   | a | b | c | d | e | f | g | h |   |
| 8 | c8 білий король · d8 чорний слон · f8 чорна тура · d7 чорний пішак · e6 чорний слон · b5 чорний пішак · c5 біла тура · d5 білий пішак · b4 чорний кінь · e4 чорний король · c3 чорний ферзь · e3 білий пішак · f3 біла тура · d1 чорна тура · f1 білий слон · g1 білий кінь | c8 білий король · d8 чорний слон · f8 чорна тура · d7 чорний пішак · e6 чорний слон · b5 чорний пішак · c5 біла тура · d5 білий пішак · b4 чорний кінь · e4 чорний король · c3 чорний ферзь · e3 білий пішак · f3 біла тура · d1 чорна тура · f1 білий слон · g1 білий кінь | c8 білий король · d8 чорний слон · f8 чорна тура · d7 чорний пішак · e6 чорний слон · b5 чорний пішак · c5 біла тура · d5 білий пішак · b4 чорний кінь · e4 чорний король · c3 чорний ферзь · e3 білий пішак · f3 біла тура · d1 чорна тура · f1 білий слон · g1 білий кінь | c8 білий король · d8 чорний слон · f8 чорна тура · d7 чорний пішак · e6 чорний слон · b5 чорний пішак · c5 біла тура · d5 білий пішак · b4 чорний кінь · e4 чорний король · c3 чорний ферзь · e3 білий пішак · f3 біла тура · d1 чорна тура · f1 білий слон · g1 білий кінь | c8 білий король · d8 чорний слон · f8 чорна тура · d7 чорний пішак · e6 чорний слон · b5 чорний пішак · c5 біла тура · d5 білий пішак · b4 чорний кінь · e4 чорний король · c3 чорний ферзь · e3 білий пішак · f3 біла тура · d1 чорна тура · f1 білий слон · g1 білий кінь | c8 білий король · d8 чорний слон · f8 чорна тура · d7 чорний пішак · e6 чорний слон · b5 чорний пішак · c5 біла тура · d5 білий пішак · b4 чорний кінь · e4 чорний король · c3 чорний ферзь · e3 білий пішак · f3 біла тура · d1 чорна тура · f1 білий слон · g1 білий кінь | c8 білий король · d8 чорний слон · f8 чорна тура · d7 чорний пішак · e6 чорний слон · b5 чорний пішак · c5 біла тура · d5 білий пішак · b4 чорний кінь · e4 чорний король · c3 чорний ферзь · e3 білий пішак · f3 біла тура · d1 чорна тура · f1 білий слон · g1 білий кінь | c8 білий король · d8 чорний слон · f8 чорна тура · d7 чорний пішак · e6 чорний слон · b5 чорний пішак · c5 біла тура · d5 білий пішак · b4 чорний кінь · e4 чорний король · c3 чорний ферзь · e3 білий пішак · f3 біла тура · d1 чорна тура · f1 білий слон · g1 білий кінь | 8 |
| 7 | c8 білий король · d8 чорний слон · f8 чорна тура · d7 чорний пішак · e6 чорний слон · b5 чорний пішак · c5 біла тура · d5 білий пішак · b4 чорний кінь · e4 чорний король · c3 чорний ферзь · e3 білий пішак · f3 біла тура · d1 чорна тура · f1 білий слон · g1 білий кінь | c8 білий король · d8 чорний слон · f8 чорна тура · d7 чорний пішак · e6 чорний слон · b5 чорний пішак · c5 біла тура · d5 білий пішак · b4 чорний кінь · e4 чорний король · c3 чорний ферзь · e3 білий пішак · f3 біла тура · d1 чорна тура · f1 білий слон · g1 білий кінь | c8 білий король · d8 чорний слон · f8 чорна тура · d7 чорний пішак · e6 чорний слон · b5 чорний пішак · c5 біла тура · d5 білий пішак · b4 чорний кінь · e4 чорний король · c3 чорний ферзь · e3 білий пішак · f3 біла тура · d1 чорна тура · f1 білий слон · g1 білий кінь | c8 білий король · d8 чорний слон · f8 чорна тура · d7 чорний пішак · e6 чорний слон · b5 чорний пішак · c5 біла тура · d5 білий пішак · b4 чорний кінь · e4 чорний король · c3 чорний ферзь · e3 білий пішак · f3 біла тура · d1 чорна тура · f1 білий слон · g1 білий кінь | c8 білий король · d8 чорний слон · f8 чорна тура · d7 чорний пішак · e6 чорний слон · b5 чорний пішак · c5 біла тура · d5 білий пішак · b4 чорний кінь · e4 чорний король · c3 чорний ферзь · e3 білий пішак · f3 біла тура · d1 чорна тура · f1 білий слон · g1 білий кінь | c8 білий король · d8 чорний слон · f8 чорна тура · d7 чорний пішак · e6 чорний слон · b5 чорний пішак · c5 біла тура · d5 білий пішак · b4 чорний кінь · e4 чорний король · c3 чорний ферзь · e3 білий пішак · f3 біла тура · d1 чорна тура · f1 білий слон · g1 білий кінь | c8 білий король · d8 чорний слон · f8 чорна тура · d7 чорний пішак · e6 чорний слон · b5 чорний пішак · c5 біла тура · d5 білий пішак · b4 чорний кінь · e4 чорний король · c3 чорний ферзь · e3 білий пішак · f3 біла тура · d1 чорна тура · f1 білий слон · g1 білий кінь | c8 білий король · d8 чорний слон · f8 чорна тура · d7 чорний пішак · e6 чорний слон · b5 чорний пішак · c5 біла тура · d5 білий пішак · b4 чорний кінь · e4 чорний король · c3 чорний ферзь · e3 білий пішак · f3 біла тура · d1 чорна тура · f1 білий слон · g1 білий кінь | 7 |
| 6 | c8 білий король · d8 чорний слон · f8 чорна тура · d7 чорний пішак · e6 чорний слон · b5 чорний пішак · c5 біла тура · d5 білий пішак · b4 чорний кінь · e4 чорний король · c3 чорний ферзь · e3 білий пішак · f3 біла тура · d1 чорна тура · f1 білий слон · g1 білий кінь | c8 білий король · d8 чорний слон · f8 чорна тура · d7 чорний пішак · e6 чорний слон · b5 чорний пішак · c5 біла тура · d5 білий пішак · b4 чорний кінь · e4 чорний король · c3 чорний ферзь · e3 білий пішак · f3 біла тура · d1 чорна тура · f1 білий слон · g1 білий кінь | c8 білий король · d8 чорний слон · f8 чорна тура · d7 чорний пішак · e6 чорний слон · b5 чорний пішак · c5 біла тура · d5 білий пішак · b4 чорний кінь · e4 чорний король · c3 чорний ферзь · e3 білий пішак · f3 біла тура · d1 чорна тура · f1 білий слон · g1 білий кінь | c8 білий король · d8 чорний слон · f8 чорна тура · d7 чорний пішак · e6 чорний слон · b5 чорний пішак · c5 біла тура · d5 білий пішак · b4 чорний кінь · e4 чорний король · c3 чорний ферзь · e3 білий пішак · f3 біла тура · d1 чорна тура · f1 білий слон · g1 білий кінь | c8 білий король · d8 чорний слон · f8 чорна тура · d7 чорний пішак · e6 чорний слон · b5 чорний пішак · c5 біла тура · d5 білий пішак · b4 чорний кінь · e4 чорний король · c3 чорний ферзь · e3 білий пішак · f3 біла тура · d1 чорна тура · f1 білий слон · g1 білий кінь | c8 білий король · d8 чорний слон · f8 чорна тура · d7 чорний пішак · e6 чорний слон · b5 чорний пішак · c5 біла тура · d5 білий пішак · b4 чорний кінь · e4 чорний король · c3 чорний ферзь · e3 білий пішак · f3 біла тура · d1 чорна тура · f1 білий слон · g1 білий кінь | c8 білий король · d8 чорний слон · f8 чорна тура · d7 чорний пішак · e6 чорний слон · b5 чорний пішак · c5 біла тура · d5 білий пішак · b4 чорний кінь · e4 чорний король · c3 чорний ферзь · e3 білий пішак · f3 біла тура · d1 чорна тура · f1 білий слон · g1 білий кінь | c8 білий король · d8 чорний слон · f8 чорна тура · d7 чорний пішак · e6 чорний слон · b5 чорний пішак · c5 біла тура · d5 білий пішак · b4 чорний кінь · e4 чорний король · c3 чорний ферзь · e3 білий пішак · f3 біла тура · d1 чорна тура · f1 білий слон · g1 білий кінь | 6 |
| 5 | c8 білий король · d8 чорний слон · f8 чорна тура · d7 чорний пішак · e6 чорний слон · b5 чорний пішак · c5 біла тура · d5 білий пішак · b4 чорний кінь · e4 чорний король · c3 чорний ферзь · e3 білий пішак · f3 біла тура · d1 чорна тура · f1 білий слон · g1 білий кінь | c8 білий король · d8 чорний слон · f8 чорна тура · d7 чорний пішак · e6 чорний слон · b5 чорний пішак · c5 біла тура · d5 білий пішак · b4 чорний кінь · e4 чорний король · c3 чорний ферзь · e3 білий пішак · f3 біла тура · d1 чорна тура · f1 білий слон · g1 білий кінь | c8 білий король · d8 чорний слон · f8 чорна тура · d7 чорний пішак · e6 чорний слон · b5 чорний пішак · c5 біла тура · d5 білий пішак · b4 чорний кінь · e4 чорний король · c3 чорний ферзь · e3 білий пішак · f3 біла тура · d1 чорна тура · f1 білий слон · g1 білий кінь | c8 білий король · d8 чорний слон · f8 чорна тура · d7 чорний пішак · e6 чорний слон · b5 чорний пішак · c5 біла тура · d5 білий пішак · b4 чорний кінь · e4 чорний король · c3 чорний ферзь · e3 білий пішак · f3 біла тура · d1 чорна тура · f1 білий слон · g1 білий кінь | c8 білий король · d8 чорний слон · f8 чорна тура · d7 чорний пішак · e6 чорний слон · b5 чорний пішак · c5 біла тура · d5 білий пішак · b4 чорний кінь · e4 чорний король · c3 чорний ферзь · e3 білий пішак · f3 біла тура · d1 чорна тура · f1 білий слон · g1 білий кінь | c8 білий король · d8 чорний слон · f8 чорна тура · d7 чорний пішак · e6 чорний слон · b5 чорний пішак · c5 біла тура · d5 білий пішак · b4 чорний кінь · e4 чорний король · c3 чорний ферзь · e3 білий пішак · f3 біла тура · d1 чорна тура · f1 білий слон · g1 білий кінь | c8 білий король · d8 чорний слон · f8 чорна тура · d7 чорний пішак · e6 чорний слон · b5 чорний пішак · c5 біла тура · d5 білий пішак · b4 чорний кінь · e4 чорний король · c3 чорний ферзь · e3 білий пішак · f3 біла тура · d1 чорна тура · f1 білий слон · g1 білий кінь | c8 білий король · d8 чорний слон · f8 чорна тура · d7 чорний пішак · e6 чорний слон · b5 чорний пішак · c5 біла тура · d5 білий пішак · b4 чорний кінь · e4 чорний король · c3 чорний ферзь · e3 білий пішак · f3 біла тура · d1 чорна тура · f1 білий слон · g1 білий кінь | 5 |
| 4 | c8 білий король · d8 чорний слон · f8 чорна тура · d7 чорний пішак · e6 чорний слон · b5 чорний пішак · c5 біла тура · d5 білий пішак · b4 чорний кінь · e4 чорний король · c3 чорний ферзь · e3 білий пішак · f3 біла тура · d1 чорна тура · f1 білий слон · g1 білий кінь | c8 білий король · d8 чорний слон · f8 чорна тура · d7 чорний пішак · e6 чорний слон · b5 чорний пішак · c5 біла тура · d5 білий пішак · b4 чорний кінь · e4 чорний король · c3 чорний ферзь · e3 білий пішак · f3 біла тура · d1 чорна тура · f1 білий слон · g1 білий кінь | c8 білий король · d8 чорний слон · f8 чорна тура · d7 чорний пішак · e6 чорний слон · b5 чорний пішак · c5 біла тура · d5 білий пішак · b4 чорний кінь · e4 чорний король · c3 чорний ферзь · e3 білий пішак · f3 біла тура · d1 чорна тура · f1 білий слон · g1 білий кінь | c8 білий король · d8 чорний слон · f8 чорна тура · d7 чорний пішак · e6 чорний слон · b5 чорний пішак · c5 біла тура · d5 білий пішак · b4 чорний кінь · e4 чорний король · c3 чорний ферзь · e3 білий пішак · f3 біла тура · d1 чорна тура · f1 білий слон · g1 білий кінь | c8 білий король · d8 чорний слон · f8 чорна тура · d7 чорний пішак · e6 чорний слон · b5 чорний пішак · c5 біла тура · d5 білий пішак · b4 чорний кінь · e4 чорний король · c3 чорний ферзь · e3 білий пішак · f3 біла тура · d1 чорна тура · f1 білий слон · g1 білий кінь | c8 білий король · d8 чорний слон · f8 чорна тура · d7 чорний пішак · e6 чорний слон · b5 чорний пішак · c5 біла тура · d5 білий пішак · b4 чорний кінь · e4 чорний король · c3 чорний ферзь · e3 білий пішак · f3 біла тура · d1 чорна тура · f1 білий слон · g1 білий кінь | c8 білий король · d8 чорний слон · f8 чорна тура · d7 чорний пішак · e6 чорний слон · b5 чорний пішак · c5 біла тура · d5 білий пішак · b4 чорний кінь · e4 чорний король · c3 чорний ферзь · e3 білий пішак · f3 біла тура · d1 чорна тура · f1 білий слон · g1 білий кінь | c8 білий король · d8 чорний слон · f8 чорна тура · d7 чорний пішак · e6 чорний слон · b5 чорний пішак · c5 біла тура · d5 білий пішак · b4 чорний кінь · e4 чорний король · c3 чорний ферзь · e3 білий пішак · f3 біла тура · d1 чорна тура · f1 білий слон · g1 білий кінь | 4 |
| 3 | c8 білий король · d8 чорний слон · f8 чорна тура · d7 чорний пішак · e6 чорний слон · b5 чорний пішак · c5 біла тура · d5 білий пішак · b4 чорний кінь · e4 чорний король · c3 чорний ферзь · e3 білий пішак · f3 біла тура · d1 чорна тура · f1 білий слон · g1 білий кінь | c8 білий король · d8 чорний слон · f8 чорна тура · d7 чорний пішак · e6 чорний слон · b5 чорний пішак · c5 біла тура · d5 білий пішак · b4 чорний кінь · e4 чорний король · c3 чорний ферзь · e3 білий пішак · f3 біла тура · d1 чорна тура · f1 білий слон · g1 білий кінь | c8 білий король · d8 чорний слон · f8 чорна тура · d7 чорний пішак · e6 чорний слон · b5 чорний пішак · c5 біла тура · d5 білий пішак · b4 чорний кінь · e4 чорний король · c3 чорний ферзь · e3 білий пішак · f3 біла тура · d1 чорна тура · f1 білий слон · g1 білий кінь | c8 білий король · d8 чорний слон · f8 чорна тура · d7 чорний пішак · e6 чорний слон · b5 чорний пішак · c5 біла тура · d5 білий пішак · b4 чорний кінь · e4 чорний король · c3 чорний ферзь · e3 білий пішак · f3 біла тура · d1 чорна тура · f1 білий слон · g1 білий кінь | c8 білий король · d8 чорний слон · f8 чорна тура · d7 чорний пішак · e6 чорний слон · b5 чорний пішак · c5 біла тура · d5 білий пішак · b4 чорний кінь · e4 чорний король · c3 чорний ферзь · e3 білий пішак · f3 біла тура · d1 чорна тура · f1 білий слон · g1 білий кінь | c8 білий король · d8 чорний слон · f8 чорна тура · d7 чорний пішак · e6 чорний слон · b5 чорний пішак · c5 біла тура · d5 білий пішак · b4 чорний кінь · e4 чорний король · c3 чорний ферзь · e3 білий пішак · f3 біла тура · d1 чорна тура · f1 білий слон · g1 білий кінь | c8 білий король · d8 чорний слон · f8 чорна тура · d7 чорний пішак · e6 чорний слон · b5 чорний пішак · c5 біла тура · d5 білий пішак · b4 чорний кінь · e4 чорний король · c3 чорний ферзь · e3 білий пішак · f3 біла тура · d1 чорна тура · f1 білий слон · g1 білий кінь | c8 білий король · d8 чорний слон · f8 чорна тура · d7 чорний пішак · e6 чорний слон · b5 чорний пішак · c5 біла тура · d5 білий пішак · b4 чорний кінь · e4 чорний король · c3 чорний ферзь · e3 білий пішак · f3 біла тура · d1 чорна тура · f1 білий слон · g1 білий кінь | 3 |
| 2 | c8 білий король · d8 чорний слон · f8 чорна тура · d7 чорний пішак · e6 чорний слон · b5 чорний пішак · c5 біла тура · d5 білий пішак · b4 чорний кінь · e4 чорний король · c3 чорний ферзь · e3 білий пішак · f3 біла тура · d1 чорна тура · f1 білий слон · g1 білий кінь | c8 білий король · d8 чорний слон · f8 чорна тура · d7 чорний пішак · e6 чорний слон · b5 чорний пішак · c5 біла тура · d5 білий пішак · b4 чорний кінь · e4 чорний король · c3 чорний ферзь · e3 білий пішак · f3 біла тура · d1 чорна тура · f1 білий слон · g1 білий кінь | c8 білий король · d8 чорний слон · f8 чорна тура · d7 чорний пішак · e6 чорний слон · b5 чорний пішак · c5 біла тура · d5 білий пішак · b4 чорний кінь · e4 чорний король · c3 чорний ферзь · e3 білий пішак · f3 біла тура · d1 чорна тура · f1 білий слон · g1 білий кінь | c8 білий король · d8 чорний слон · f8 чорна тура · d7 чорний пішак · e6 чорний слон · b5 чорний пішак · c5 біла тура · d5 білий пішак · b4 чорний кінь · e4 чорний король · c3 чорний ферзь · e3 білий пішак · f3 біла тура · d1 чорна тура · f1 білий слон · g1 білий кінь | c8 білий король · d8 чорний слон · f8 чорна тура · d7 чорний пішак · e6 чорний слон · b5 чорний пішак · c5 біла тура · d5 білий пішак · b4 чорний кінь · e4 чорний король · c3 чорний ферзь · e3 білий пішак · f3 біла тура · d1 чорна тура · f1 білий слон · g1 білий кінь | c8 білий король · d8 чорний слон · f8 чорна тура · d7 чорний пішак · e6 чорний слон · b5 чорний пішак · c5 біла тура · d5 білий пішак · b4 чорний кінь · e4 чорний король · c3 чорний ферзь · e3 білий пішак · f3 біла тура · d1 чорна тура · f1 білий слон · g1 білий кінь | c8 білий король · d8 чорний слон · f8 чорна тура · d7 чорний пішак · e6 чорний слон · b5 чорний пішак · c5 біла тура · d5 білий пішак · b4 чорний кінь · e4 чорний король · c3 чорний ферзь · e3 білий пішак · f3 біла тура · d1 чорна тура · f1 білий слон · g1 білий кінь | c8 білий король · d8 чорний слон · f8 чорна тура · d7 чорний пішак · e6 чорний слон · b5 чорний пішак · c5 біла тура · d5 білий пішак · b4 чорний кінь · e4 чорний король · c3 чорний ферзь · e3 білий пішак · f3 біла тура · d1 чорна тура · f1 білий слон · g1 білий кінь | 2 |
| 1 | c8 білий король · d8 чорний слон · f8 чорна тура · d7 чорний пішак · e6 чорний слон · b5 чорний пішак · c5 біла тура · d5 білий пішак · b4 чорний кінь · e4 чорний король · c3 чорний ферзь · e3 білий пішак · f3 біла тура · d1 чорна тура · f1 білий слон · g1 білий кінь | c8 білий король · d8 чорний слон · f8 чорна тура · d7 чорний пішак · e6 чорний слон · b5 чорний пішак · c5 біла тура · d5 білий пішак · b4 чорний кінь · e4 чорний король · c3 чорний ферзь · e3 білий пішак · f3 біла тура · d1 чорна тура · f1 білий слон · g1 білий кінь | c8 білий король · d8 чорний слон · f8 чорна тура · d7 чорний пішак · e6 чорний слон · b5 чорний пішак · c5 біла тура · d5 білий пішак · b4 чорний кінь · e4 чорний король · c3 чорний ферзь · e3 білий пішак · f3 біла тура · d1 чорна тура · f1 білий слон · g1 білий кінь | c8 білий король · d8 чорний слон · f8 чорна тура · d7 чорний пішак · e6 чорний слон · b5 чорний пішак · c5 біла тура · d5 білий пішак · b4 чорний кінь · e4 чорний король · c3 чорний ферзь · e3 білий пішак · f3 біла тура · d1 чорна тура · f1 білий слон · g1 білий кінь | c8 білий король · d8 чорний слон · f8 чорна тура · d7 чорний пішак · e6 чорний слон · b5 чорний пішак · c5 біла тура · d5 білий пішак · b4 чорний кінь · e4 чорний король · c3 чорний ферзь · e3 білий пішак · f3 біла тура · d1 чорна тура · f1 білий слон · g1 білий кінь | c8 білий король · d8 чорний слон · f8 чорна тура · d7 чорний пішак · e6 чорний слон · b5 чорний пішак · c5 біла тура · d5 білий пішак · b4 чорний кінь · e4 чорний король · c3 чорний ферзь · e3 білий пішак · f3 біла тура · d1 чорна тура · f1 білий слон · g1 білий кінь | c8 білий король · d8 чорний слон · f8 чорна тура · d7 чорний пішак · e6 чорний слон · b5 чорний пішак · c5 біла тура · d5 білий пішак · b4 чорний кінь · e4 чорний король · c3 чорний ферзь · e3 білий пішак · f3 біла тура · d1 чорна тура · f1 білий слон · g1 білий кінь | c8 білий король · d8 чорний слон · f8 чорна тура · d7 чорний пішак · e6 чорний слон · b5 чорний пішак · c5 біла тура · d5 білий пішак · b4 чорний кінь · e4 чорний король · c3 чорний ферзь · e3 білий пішак · f3 біла тура · d1 чорна тура · f1 білий слон · g1 білий кінь | 1 |
|   | a | b | c | d | e | f | g | h |   |

FEN: 2Kb1r2/3p4/4b3/1pRP4/1n2k3/2q1PR2/8/3r1BN1
3 Sol

I    1.Sxd5 Sh3 2.Sf6 Sg5#

II  1.Bxd5 Bh3 2.Bf7 Bf5#

III 1.Rxd5 Rf5 2.Rd4 Rfe5#
В кожній фазі на кожен хід чорної фігури у відповідь ходить біла фігура цього ж типу. Додатково проходить подвійний клапан.